# Cichobórz (Basse-Silésie)
Pour les articles homonymes, voir Cichobórz.
Cichobórz est une localité polonaise de la gmina de Prochowice, située dans le powiat de Legnica en voïvodie de Basse-Silésie.